# Avantage compétitif
 (décembre 2016).
Un avantage compétitif ou concurrentiel est tout ce qui permet à une entreprise de surpasser ses concurrents. Il est en cela différent du facteur clé de succès qui est commun à toutes les entreprises présentes sur le marché.
Il a été théorisé par Michael Porter en 1985 à travers la rédaction de son ouvrage L'avantage concurrentiel. L'auteur considère que les deux facteurs qui déterminent ce dernier sont : la maîtrise des coûts et l'innovation au sens de Joseph Schumpeter.
Il est dit durable lorsque son possesseur est en mesure de conserver durablement l'avantage compétitif ; ses concurrents sont alors tentés de l'imiter, ou d'établir un nouvel avantage compétitif qui rende caduc celui qui l'emportait à un moment donné. La notion d'avantage compétitif est parfois étendue à un pays. Les économistes préfèrent toutefois la notion d'avantage absolu, théorisée par Adam Smith, qui ne véhicule pas l'idée trompeuse d'une compétition directe entre nations ou zones géographiques.

## Enjeux de l'avantage compétitif
Dans le meilleur des cas, l'avantage va jusqu'à conférer à celui ou celle qui le détient, une position dominante d'un marché, un pouvoir de marché. Ce leadership lui procure une forte efficacité et une rentabilité, selon le principe du « winner takes all » (le gagnant rafle tout).
L'avantage compétitif peut créer une rente de situation qui résulte normalement d'une compétence distinctive ou cœur de compétence.
Dans le cadre de l'élaboration de sa stratégie, afin d'optimiser son présent et de préparer son avenir, une entreprise doit chercher à exploiter au mieux ses avantages compétitifs, et à développer des avantages compétitifs durables permettant une différenciation durable avec ses concurrents.
Depuis quelques années, certains stratèges [réf. nécessaire] ont montré que les entreprises qui présentent des avantages compétitifs sont plutôt celles qui ont adopté des stratégies de croissance par adjacence.

## Caractéristiques de l'avantage compétitif
{Pour être efficace, l'avantage compétitif doit être :
- unique (ou original) ;
- difficile à imiter ;
- nettement supérieur ;
- adaptable à diverses situations.

Par exemple :
- une marque connue et inspirant confiance ;
- un brevet donnant l'exclusivité sur l'utilisation d'une technique particulière ;
- un savoir-faire particulier bien maîtrisé dans l'entreprise ;
- la capacité d'attirer les candidats au recrutement les plus talentueux ;
- l'accès privilégié à un réseau de distribution particulièrement efficace ou présent auprès des clients visés ;
- etc.

Pour durer, l'avantage compétitif doit :
- accepter des marges réduites ou réduire les coûts relativement à la concurrence ou se focaliser sur certains segments ;
- rendre l'imitation difficile (par la complexité, l'ambiguïté ou l'encastrement dans la culture) ou les ressources intransférables ;
- réinvestir les marges pour assurer la différenciation (stratégie dite hybride) ;
- imposer un standard propriétaire, ne pas être suiveur et défendre par la communication de sa position[pas clair].

## Avantage compétitif et concurrence
Certains [réf. nécessaire] craignent qu'un avantage compétitif trop net et trop durable favorise les positions dominantes, monopoles et oligopoles, qui limitent la concurrence et finissent par peser sur le consommateur.
Toutefois un avantage de ce genre n'est jamais définitivement acquis, et peut être menacé notamment par des tarissements de ressources, des ruptures technologiques, des chocs économiques et politiques, des bouleversements dans les habitudes de consommation, et des changements de dispositions juridiques, souvent destinées à rétablir la concurrence (lois anti-trusts).
En outre, même si un groupe d'individus, territoire, pays, dispose d'un avantage compétitif durable, ou même de plusieurs avantages compétitifs durables dans différents domaines, la théorie de l'avantage comparatif montre, selon David Ricardo, que toutes les parties (c'est-à-dire aussi bien celles qui disposent des avantages que celles qui n'en disposent pas) trouvent presque toujours un avantage à commercer les unes avec les autres, si bien que l'existence d'avantages compétitifs ne sauraient justifier l'instauration de mesures protectionnistes pour préserver l'intérêt des consommateurs.

## Avantage compétitif et innovation
Les entreprises acquièrent des avantages concurrentiels grâce à l'innovation. Elles abordent l'innovation dans son sens le plus large incluant à la fois des technologies nouvelles et des méthodes novatrices.

« Companies achieve competitive advantage through acts of innovation. They approach innovation in its broadest sense, including both new technologies and new ways of doing things. They perceive a new basis for competing or find better means for competing in old ways. Innovation can be manifested in a new product design, a new production process, a new marketing approach, or a new way of conducting training. Much innovation is mundane and incremental, depending more on a cumulation of small insights and advances than on a single, major technological breakthrough. It often involves ideas that are not even “new”—ideas that have been around, but never vigorously pursued. It always involves investments in skill and knowledge, as well as in physical assets and brand reputations. »

— Michael Porter, « The Competitive Advantage of Nations », HBR, mars-avril 1990, p. 75.
Toutefois, l'avantage compétitif ou concurrentiel peut être acquis par la baisse des coûts. Cette qualité est une force déterminante des entreprises japonaises, notamment dans le secteur de l'automobile.